# Grad Pollak
Das Grad Pollak, auch als Grad Pollak-Egloffstein oder Pollak-Einheit bezeichnet, benannt nach dem österreichischen Chemiker Alfred Pollak, ist eine Einheit im Brauwesen, mit der die Fähigkeit von Malz-Enzymen gemessen wird, Stärke zu Zucker (Maltose) zu reduzieren (diastatische Kraft).
Die Einheit wird nur noch wenig genutzt, üblich sind stattdessen die Windisch-Kolbach-Grade (°WK) oder das Grad Lintner (°L).
1 °Pollak ≈ 27,5 °WK ≈ 12,43 °L

## Quelle
- W. Diemair: Analytik der Lebensmittel Nachweis und Bestimmung von Lebensmittel-Inhaltsstoffen, Springer Verlag, Berlin/Heidelberg/New York 1967, S. 256.